# Otorynolaryngologia

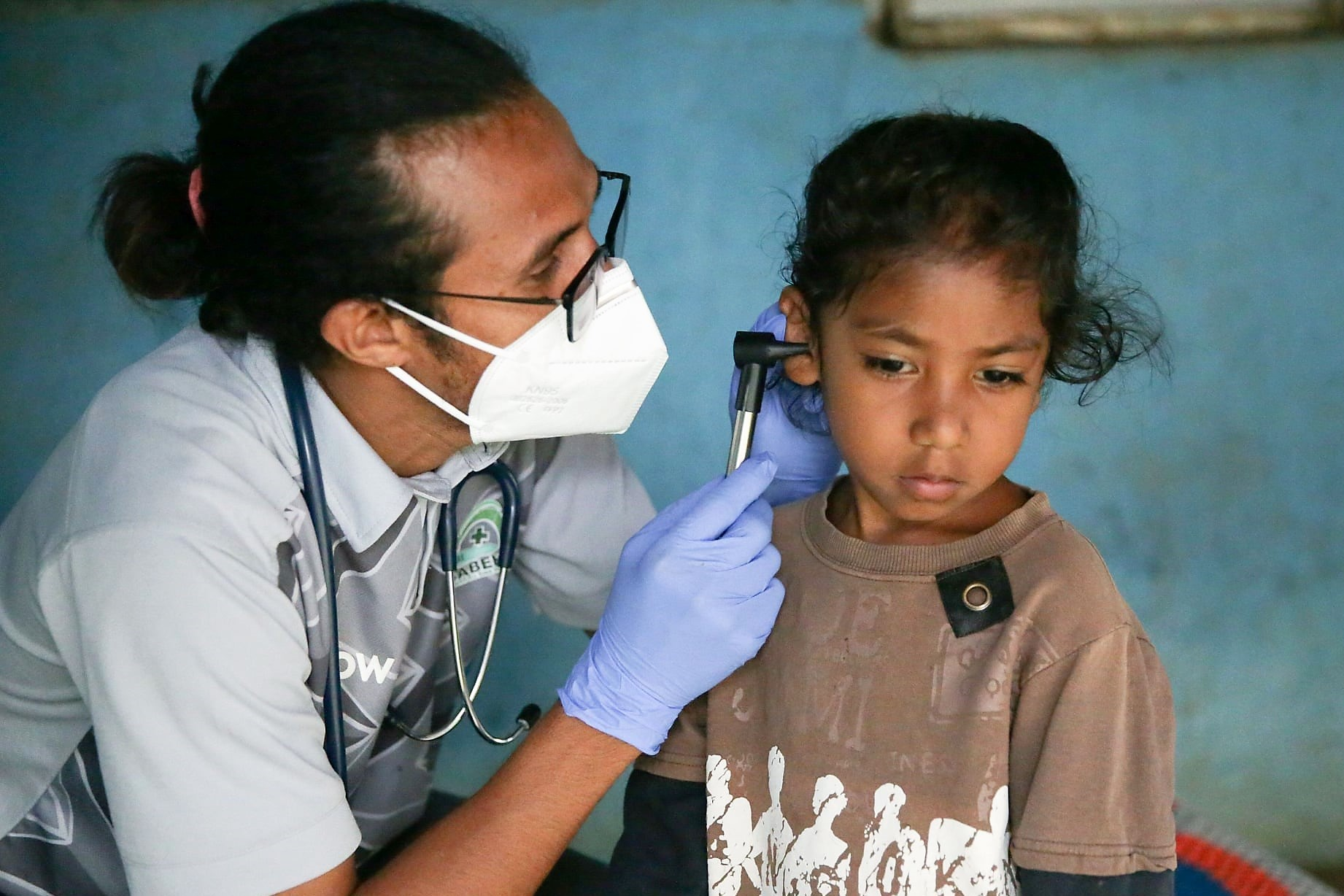
Badanie ucha

Otorynolaryngologia (z gr. otos: „ucho”; rhinos, rynos: „nos”; laryngos: „krtań”), dawniej otolaryngologia, potocznie laryngologia – dziedzina medycyny zajmująca się rozpoznawaniem i leczeniem chorób jamy ustnej, gardła, krtani, nosa i zatok przynosowych, ucha, szyi i twarzoczaszki, a także zaburzeń głosu, mowy, słuchu i równowagi. Potocznie używana jest nazwa laryngologia, która w ścisłym znaczeniu odnosi się do działu otorynolaryngologii zajmującego się chorobami gardła i krtani.
Lekarz zajmujący się otorynolaryngologią to otorynolaryngolog. W Polsce lekarze otorynolaryngolodzy są szkoleni w ramach dwóch specjalizacji: otorynolaryngologia i otorynolaryngologia dziecięca. Konsultantem krajowym otorynolaryngologii od 18 października 2016 jest prof. dr hab. Henryk Skarżyński, a otorynolaryngologii dziecięcej prof. dr hab. Grażyna Mielnik-Niedzielska (od 20 października 2016).